# 学院北路
学院北路是一条位于浙江省杭州市拱墅区的一条道路。道路南起余杭塘路学院路交叉口，北至石祥路、石祥西路和丰庆路交叉口。道路全长3.9公里。道路因位于曾经的杭州化工厂聚集地，故命名为化工路；后因化工厂拆除再开发，道路又衔接学院路，故更名为学院北路。余杭塘路-隐秀路（时称隐秀街）段于2016年3月开通，全线于2016年6月开通。

## 相交道路
↑向南接续学院路
- 余杭塘路
- 东：流音弄（不互通）
- 隐秀路
- 正德里街
- 登云路
- 棠子桥路
- 萍水街
- 申花路
- 花园岗街
- 东：石祥路、西：石祥西路

↓向北接续丰庆路